# Pòssums pigmeus
Els pòssums pigmeus o burràmids (Burramyidae) són una família de petits pòssums. N'hi ha cinc espècies vivents agrupades en dos gèneres. Quatre de les espècies són endèmiques d'Austràlia i una d'elles també viu a Papua Nova Guinea i Indonèsia.